# Armscor
Die Armaments Corporation of South Africa (afrikaans: Krygstuig Korporasie van Suid-Afrika, abgekürzt: Krygkor; englisch abgekürzt: Armscor, auch ARMSCOR) ist ein südafrikanisches Staatsunternehmen. Es wurde mit dem Ziel gegründet, einen international weitgehend unabhängigen Sektor der Waffenentwicklung und Rüstungsproduktion aufzubauen sowie bedarfsweise militärische Komponenten im Ausland zu beschaffen, um den Streitkräften des Landes eine breite Palette von militärischer Ausrüstung zur Verfügung zu stellen. Heute trägt das Unternehmen die Bezeichnung Armaments Corporation of South Africa SOC Ltd. und steht unter Kontrolle des Minister of Defence and Military Veterans. Die Republik Südafrika ist der alleinige Gesellschafter.

## Aktuelle Strukturen
Das Unternehmen steht unter der Leitung seines Aufsichtsrates (Board of Directors), dessen Vorsitzender durch das Verteidigungsministerium ernannt wird. Vorsitzender und der CEO stehen in enger Verbindung mit dem Secretary of Defence (Verteidigungsstaatssekretär), den Chief of the SANDF (Chef der Streitkräfte) und Industrieunternehmen auf diesem Sektor.
Das Staatsunternehmen ist auf der Basis des Armaments Corporation of South Africa, Limited (Ltd) Act (Act No. 51 / 2003) tätig.
Das gegenwärtige Aufsichtsratsgremium (Board of Directors) erhielt am 1. Mai 2014 durch den Verteidigungsminister seine Berufung. Dessen Vorsitzender war Vizeadmiral (Ret) Refiloe Johannes Mudimu (bis 2014 Chief of the South African Navy) und seine Stellvertreterin, die Botschafterin Thuthukile Skweyiya, die 2018 ihm im Amt folgte.
Die vorrangige Aufgabe von Armscor besteht in einem kostengünstigen Service für die ehemaligen und nach 1994 umstrukturierten südafrikanischen Streitkräfte bei der Realisierung ihrer Kapitalbeschaffungsprogramme, der Materialversorgung unter Beachtung staatlicher Vorgaben, der Lenkung technologischer Prozesse in Abstimmung mit dem Verteidigungsministerium sowie der Stärkung industrieller Kooperation durch gemeinsame Aktivitäten. Zum Zwecke der Ausgestaltung seiner internationalen Beziehungen beteiligt sich das Unternehmen an zahlreichen ausländischen Messen und Ausstellungen, beispielsweise bei Eurosatory, IDELF, IDEX oder SOFEX.
Die Forschungs- und Entwicklungsabteilung betreibt und unterstützt Projekte sowie industrielle Bereiche der Rüstungsentwicklung nach Vorgaben des Verteidigungsministeriums, die sowohl aus sicherheitsstrategischen als auch kommerziellen Gesichtspunkten erstrebenswert erscheinen. Die Abteilung besteht bei Armscor seit dem 1. April 2013 und war zuvor ein eigenständiges Staatsunternehmen, die Armscor Defence Institutes SOC Ltd. Innerstaatliche Kooperationsbeziehungen bestehen vorrangig zu dem staatlichen Rüstungskonzern Denel.
Für die südafrikanische Marine betreibt Armscor eine Schiffswerft (Naval Dockyard). Es werden hier Wartungsarbeiten an Schiffen, U-Booten und Küstensicherungsanlagen vorgenommen.
Armscor betreibt eine Versuchsstation in der Provinz Northern Cape, die Alkantpan Test Range. Das sich über 85 000 Hektar erstreckende Areal mit einer Länge von 67 Kilometern und einer Breite von 13 Kilometern wird seitens Südafrika für ballistische Versuche von der Artillerie, für UAV, Kurzstreckenraketen und Flugabwehrsysteme genutzt. Es werden hier Kaliber von maximal 155 mm bis auf 30 Kilometer verschossen. Darüber hinaus ist es auch für internationale Kunden zugänglich. Nach dem wichtigsten ausländischen Kunden Singapur nutzten auch die Bundeswehr, Rheinmetall und Oto Melara das Areal. Das Gelände befindet sich 75 Kilometer westlich von Prieska an der ehemaligen Bergarbeitersiedlung Copperton.

## Armscor vor 1994
Auf Initiative des Rates für wissenschaftliche und industrielle Forschung (CSIR) kam es 1954 zur Gründung des National Institute for Defence Research (deutsch etwa: „Nationales Institut für Verteidigungsforschung“). Unter dessen Führung vollzog sich eine stetig wachsende militärische Forschung, bis es 1968 durch ein neues Gesetz (Armaments Development and Production Act, Act No. 57 / 1968) zur Gründung der Nachfolgeinstitution, der Armaments Development and Production Corporation of South Africa Ltd. (englisch: Armscor; afrikaans: Krygkor) kam, die für die Entwicklung und Produktion verantwortlich war. Die Rüstungsbeschaffung lag bisher in Verantwortung des Munitions Production Board, nun Armaments Board of South Africa (1968 bis 1977) genannt. Im Zuge dieser Konzentrationsbestrebungen seitens der Regierung bildete sich nun eine enger kooperierende Industriegruppe aus großen staatlichen und privaten Rüstungsunternehmen Südafrikas heraus. Hierzu gehörten die Firmen Atlas Aircraft/Telcast, Infoplan, Kentron/Eloptro, Lyttelton Engineering Works (später Denel Land Systems), Musgrave, Naschem (später Rheinmetall Denel Munition), Pretoria Metal Pressings (später Denel PMP), Somchem (später Rheinmetall Denel Munition) und Swartklip (später Rheinmetall Denel Munition). Der Kreis hierbei beteiligter Unternehmen erweiterte sich in späteren Jahren, wobei Lyttelton Engineering Works (LIW, Lyttelton Ingenieurswerke) innerhalb der südafrikanischen Rüstungsindustrie eine Schlüsselrolle einnahm und sich dabei zu einem Hochtechnologieunternehmen im Maschinenbausektor und der Elektrotechnik entwickelte. Zu den bekanntesten Entwicklungsprojekten von LIW zählen die Haubitzen G5 und G6 sowie das Sturmgewehr R1.
Im Jahre 1977 kam es zu Umstrukturierung auf diesem Sektor. Nun auch für die Beschaffung fremder Rüstungsgüter verantwortlich wuchs das Unternehmen unter dem Namen Armaments Corporation of South Africa Ltd. (1977 bis 1992). Gleich mehrere Aspekte und Strukturen wurden 1977 im südafrikanischen Militärsektor verändert. Die Grundlage dafür bot das Defence White Papier, das dem Parlament vorgelegt worden war. Damit empfahl die Regierung den Abgeordneten, die Abhängigkeit von ausländischen Kooperationspartnern im Rüstungsbereich drastisch zu reduzieren. Während dieser Zeit verschärften die Vereinigten Staaten und andere Länder ihre Rüstungssanktionen gegen Südafrika. In einer Parlamentsdebatte räumte der Verteidigungsminister hierzu ein, dass 57 % der Militärausrüstung von Überseelieferanten kommen und vermied jedoch die konkrete Herkunft dieser Güter zu nennen. Er kritisierte dabei einen Abgeordneten der United Party, weil dieser Frankreich als Hauptlieferant bezeichnet hatte. Im Verlauf der politischen Debatte erklärte der Minister, dass eine Rüstungsbeschaffung aus diffizilen Drittquellen der bisherigen Politik zuwiderlaufe und deshalb nicht in Frage käme.
Im August 1977 forderte Frankreich nach vorheriger Konsultation mit der Sowjetunion und den Vereinigten Staaten die südafrikanische Regierung auf, mit den Vorbereitungen zu einem Kernwaffentest in der Kalahari nicht fortzufahren, der sich auf Grund von Aufnahmen eines sowjetischen Aufklärungssatelliten abgezeichnet hatte.
Armscor entwickelte und produzierte Waffensysteme und militärische Bedarfsgüter. Projektbezogen beschaffte das Unternehmen fehlende Komponenten auf dem internationalen Markt oder kooperierte mit Partnern in anderen Staaten. Zu seinen Tätigkeitsfeldern Anfang der 1980er Jahre lagen folgende Bereich im südafrikanischen Produktionsspektrum:
- Waffen
- Munition
- Raketentechnologie
- optronische Systeme
- Flugzeugbau
- Flugzeugwartung
- psychotechnische Produkte
- gepanzerte Fahrzeuge
- militärische Nutzfahrzeuge
- Wasserfahrzeuge
- Radarsysteme und Computer
- Telekommunikationssysteme
- Militärelektrotechnik
- Meerestechnik

Das Augenmerk innerhalb der angestrebten Autarkie in der Rüstungsentwicklung lag zu dieser Zeit in den Produktgruppen: Artilleriegeschütze und Raketen, Artilleriefeuerleitsysteme, Kurzstreckenraketen, Minencomputertechnik, Minendetektoren, Minendetonatoren und minenresistente Fahrzeuge, Einsatzfahrzeuge, gepanzerte Fahrzeuge, taktische Kommunikationsmittel, Antipersonen- und Antifahrzeugminen sowie programmierbare Minen, schließlich Munition und Waffen jeglicher Art.
Südafrika war während der Apartheid von verschiedenen Embargobeschlüssen der UN und einzelner Staaten betroffen. Darunter fiel auch der Rüstungssektor. In Hinsicht auf diese Situation erklärte der damalige Verteidigungsminister Magnus Malan, dass Südafrika mit seinem Munitionsbedarf von der Embargopolitik um 1982 nicht betroffen sei und gegenwärtig 141 verschiedene Munitionsarten im Land produziert werden.
Unter Armscor entstand ab 1984 das Raketentestgelände Overberg Test Range. Die Inbetriebnahme begann im Jahre 1987. Damit wurde ein früheres Versuchsgelände in St. Lucia abgelöst.

## Vastrap area
Die Südafrikanische Union erwarb 1957 ihren ersten Kernreaktor von den Vereinigten Staaten. Nach einer Periode der zivilen Entwicklung auf diesem Gebiet kam es zur Konzipierung militärischer Anwendungsmöglichkeiten. Das Land hielt sein Kernwaffenprogramm lange geheim. Erst im Jahr 1977 wurde offiziell ein Kurswechsel und damit eine militärische Nutzung eingeräumt. US-Geheimdienstberichte dokumentierten jedoch seit 1973 entsprechende Bestrebungen in Südafrika. Internationaler Druck auf das Land verhinderte allerdings die Ausführung von Kernexplosionen zu Versuchszwecken. Im Jahr 1982 verfügte Südafrika über seine erste funktionsfähige nukleare Explosiveinrichtung. Insgesamt kam es bis 1989 zum Bau von 6 einsatzbereite Kernwaffen mit jeweils 55 Kilogramm HEU und den für ihren Einsatz erforderlichen Trägersystemen.
Erst später konnte die tatsächliche Existenz eines kompletten Kernwaffenversuchsprogramms nachgewiesen werden. Unter großer Geheimhaltung begann die südafrikanische Regierung 1974 das Vastrap area in der Kalahari unweit von Upington als Testgelände für beabsichtigte unterirdische Nukleartests auszubauen. Dazu wurden zwei Bohrungen niedergebracht, die erste 385 m tief bis November 1976 und die zweite 216 m tief im Jahr 1977. Beide waren horizontal 780 m voneinander entfernt. Das zunächst vom Atomic Energy Board betriebene Programm kam wegen des internationalen Protestes nicht wie geplant voran und wurde 1979 an Armscor übertragen. Im Jahre 1987 erfolgte auf Weisung des Staatspräsidenten Pieter Willem Botha eine Inspektion des Testgeländes in der Kalahari durch Armscor-Mitarbeiter zwecks einer möglicherweise noch vorhandenen Eignung. Es wurde in der Folge dieser Erkundung über beide Bohrlöcher ein metallischer Sichtschutz errichtet, der aus dem Weltall betrachtet als Hangar gedeutet werden konnte. Als Südafrika 1991 dem Abkommen zur Nichtverbreitung von Atomwaffen beitrat, ersuchte die Internationale Atomenergie-Organisation um eine Inspektion des Vastrap area. Seitens Südafrika wurde dieses Ansinnen abgelehnt und das Gebiet als ein Testgelände der South African Defence Force für Schießübungen dargestellt. Später erhielt Bohrloch 1 eine Überdeckung mit einer Blechhalle. Das Bohrloch 2 besaß eine Betonabdeckung mit den Abmessungen 2,5 × 2,5 m.
Armscor übte von 1979 bis 1989 die zentrale Regie bei der nuklearen Aufrüstung Südafrikas aus. Erst am 29. April 1993 konnte nach internationalem Druck ein IAEA-Inspektionsteam die Anlage aufsuchen und untersuchen. Kurz zuvor entschied sich Frederik Willem de Klerk, die ehemalige Existenz des Programms öffentlich einzuräumen. In den späten 1980er Jahren hatte Armscor nahe bei den beiden Bohrungen zerstörtes Militärgerät abgelagert, um eine konventionelle Nutzung des Areals vorzutäuschen. Die Bohrungen wurden schließlich mit Beton verfüllt und dadurch unbrauchbar gemacht.
Im September 2017 unterzeichnete Präsident Jacob Zuma den Atomwaffenverbotsvertrag für Südafrika.

## Unternehmensbeteiligungen und -kapital (2015)
- 2015: 33,3 % Investment bei Africa Aerospace and Defence[2]
- 2015: ruhendes finanzielles Engagement besteht auch bei folgenden Staatsunternehmen Erasmusrand Eiendomme SOC Ltd., Oospark SOC Ltd. und Sportrand SOC Ltd.[2]